# Epic Ink
 (janvier 2024).
Epic Ink est une série de téléréalité américaine, diffusée à partir du 20 août 2014 sur A&E. La série suit les tatoueurs du salon de tatouage, Area-51 Tattoo en Oregon, et leur amour du tatouage. Les épisodes sont diffusés le mercredi à 22 h 30 Heure de l'Est.

## Histoire
La série suit le propriétaire du salon de tatouage Area-51 Tattoo, Chris 51 et son équipe de tatoueurs qui sont "hors catégorie" car ils apportent la culture pop (films, bandes dessinées, science-fiction et du fantastique) à la vie comme de l'art vivant sur le corps à l'encre qui attire l'œil. Leurs spécialités sont les tatouages hyperréalistes qui sont ce qu'ils aiment à appeler, "geek-chic".

## Générique d'ouverture
Le générique d'ouverture est raconté par Chris Jones, Heather Maranda, Jeff Wortham et par Chris 51, ils disent,

« Chris Jones: We like to help people bring out their inner nerd. Heather Maranda: Area-51 is the place if you want to come and get sweet-ass crazy images. Chris 51: We don't settle for easy two-dimensional tattoos. We push the boundaries. Jeff Wortham: We just make history every day. Chris 51: We want popping off the [beep] skin. We do the most technological, realistic, crazy, hyper tattoos you've ever seen. »

Traduit par,

« Chris Jones : On aime aider les gens à libérer le Geek qui est en eux. Heather Maranda : Area-51 est l'endroit idéal pour se faire tatouer des dessins qui déchirent. Chris 51 : On ne joue pas la facilité avec des motifs sans relief, on repousse les limites du tatouage. Jeff Wortham : On écrit l'histoire jour après jour. Chris 51 : On veut que ça claque, on réalise les tatouages les plus techniques, les plus réalistes et les plus dingues que vous ayez jamais vus. »

## Équipe du salon
- Chris 51 - Gérant de la boutique, l'un des artistes tatoueur les plus respectés, spécialisée dans la culture pop et les tatouages d'art exotiques.
- Heather Maranda - Tatoueur autodidacte, spécialisés en tatouage hyper-réalistes de dessin-animé, animation.
- Jeff Wortham - Une « encyclopédie vivante » de la science-fiction et des anecdotes, se spécialise dans la science-fiction, futuriste, et dans les portraits réalistes.
- Chris Jones - Originaire du Pays de Galles, en nomination pour trois prix Tattoo consécutive, candidats pour Best UK Male, se spécialise dans l'hyper-réalisme et les portraits
- Josh Bodwell - Spécialisé dans les Mangas, science-fictions et les tatouages de bande dessinée, parcourt le monde, à des conventions de science-fiction pour faire des tatouages.
- Caroline Russell - Gestionnaire du salon et réceptionniste, pas une geek de la pop culture comme les autres, elle sert de traducteur nerd (traducteur pour non geek) pour parler entre les geeks et les personnes normales.

## Émissions

### Saison 1 (2014)
| Numéros des épisodes | Titre original                            | Titre français                        | Date de diffusion aux États-Unis | Audience US (en millions) | Source |
| -------------------- | ----------------------------------------- | ------------------------------------- | -------------------------------- | ------------------------- | ------ |
| 01                   | Welcome to Area 51                        | Bienvenue chez Area 51                | 20 août 2014                     | 0.948                     | [ 3 ]  |
| 02                   | Comedians, Zombies and Space Cats, Oh My! | Humoriste, zombie et chat de l'espace | 27 août 2014                     | 0.801                     | [ 4 ]  |
| 03                   | The Duel and the Dark Knight              | Duel et Dark Knight                   | 3 septembre 2014                 | 0.803                     | [ 5 ]  |
| 04                   | It's Chi-Town, Baby!                      | Chicago, nous voilà                   | 10 septembre 2014                | 0.750                     | [ 6 ]  |
| 05                   | Friday the Thirteenth                     | Vendredi 13                           | 17 septembre 2014                | 0.600                     | [ 7 ]  |
| 06                   | The Girl With the Monster Tattoo          | La fille au tatouage monstre          | 24 septembre 2014                | N/A                       |        |
| 07                   | Got My Eye on You                         | Je t'ai à l'œil                       | 1er octobre 2014                 | N/A                       |        |
| 08                   | Blood, Guts and Donuts                    | Sang, bedaine et donuts               | 8 octobre 2014                   | N/A                       |        |
| 09                   | Take Me Out to the Ballgame               | Tous au match !                       | 15 octobre 2014                  | N/A                       |        |
| 10                   | Welcome to the Tattoo Jungle              | La jungle du tatouage                 | 22 octobre 2014                  | N/A                       |        |